# はっか (バーチャルYouTuber)
はっか（Hakka）は、日本のバーチャルYouTuber。
事務所には所属せずに活動する個人勢。

## 概要
2021年7月、TikTokで「100日後にVTuberになるASMR配信者」と題し、ASMR配信者として活動を開始した。その後、2021年11月14日のYouTubeへの初配信でVTuberとしてデビューする。2022年には早口言葉ショート動画「#君と私わたがしたわし」がTikTokでブームとなり、「TikTok 2022 上半期トレンド」にノミネートされた。
現在は「なんでもやっちゃえVTuber」として活動中である。
アバターのデザインはしらほ、イラストはみんゆぇちゃん、Live2Dモデルはアネシアが担当している。トレードマークはネモフィラと雲である（袖にネモフィラが、髪飾りに雲があしらわれている）。
ファンの愛称は「飴ちゃんズ」。
配信サイトはYouTube、TikTok、ツイキャスを中心に活動している。その他のSNSにTwitterやInstagramを利用している。なお、活動初期から配信しているTikTokではフォロワー数が48.3万人であり（2023年7月26日現在）、TikTokにおけるVTuberのフォロワー数ランキングで13位である（2023年7月26日現在）。
2021年12月1日より株式会社lucoと業務提携を行っており、luco社はグッズ販売や商業案件など、個人では難しい領域についての窓口業務を請け負うとしている。また2022年8月からluco社が提供する配信画面デザインサービス「スコラボ」の広報大使を務めている。なおluco社は「普段の配信/動画投稿活動について、内容への干渉または収益の分配を受け取ること」はないとしている。

## 経歴
2021年
- 7月4日 - Twitter活動開始
- 7月6日 - TikTokにて初投稿
- 7月14日 - YouTubeチャンネル開設
- 11月14日 - VTuberデビューライブ
- 12月1日 - 株式会社lucoと業務提携

2022年
- 1月10日 - TikTokのフォロワー数5万人達成

## タイアップ
- 味の素（2023年7月25日）案件配信（TikTok）[22]